# Bezirksrabbinat Mosbach
Das Bezirksrabbinat Mosbach entstand 1827 in Mosbach in Baden und war eines von 15 Bezirksrabbinaten, die auch als Bezirkssynagogen bezeichnet wurden.
Die Bezirksrabbinate waren dem Oberrat der Israeliten Badens unmittelbar unterstellt. Vorsteher waren der Bezirksrabbiner und der Bezirksälteste. In Angelegenheiten des Rabbinatsbezirks mussten einmal jährlich alle Ortsältesten gehört werden. Der Bezirksrabbiner führte den Vorsitz.

## Aufgaben
Die Aufgaben umfassten den Vollzug der landesherrlichen Verordnungen, die Verkündigung und den Vollzug der Verordnungen der Oberkirchenbehörde, Beratungen über Schulangelegenheiten, die Verwaltung von Stiftungen und die Verteilung von Almosen. Zur Finanzierung der Bezirksrabbinate wurden Umlagen von den einzelnen jüdischen Gemeinden bezahlt.

## Gemeinden des Rabbinatsbezirks
- Jüdische Gemeinde Billigheim
- Jüdische Gemeinde Binau
- Jüdische Gemeinde Eberbach
- Jüdische Gemeinde Großeicholzheim
- Jüdische Gemeinde Heinsheim
- Jüdische Gemeinde Hochhausen
- Jüdische Gemeinde Kleineicholzheim
- Jüdische Gemeinde Mosbach
- Jüdische Gemeinde Neckarzimmern
- Jüdische Gemeinde Neudenau
- Jüdische Gemeinde Stein am Kocher
- Jüdische Gemeinde Strümpfelbrunn
- Jüdische Gemeinde Zwingenberg (Baden)

## Bezirksrabbiner
- 1830 bis 1855 Isak Friedberg
- 1855 bis 1886 Siegmund Weil
- 1886 bis 1923 Leopold Löwenstein (auch für die Bezirksrabbinate Merchingen und Wertheim zuständig)
- ab 1924 Julius Greilsheimer (auch für die Bezirksrabbinate Merchingen und Wertheim zuständig)